# Kisasszonyfa
Kisasszonyfa é um município da Hungria, situado no condado de Baranya. Tem 8,87 km² de área e sua população em 2019 foi estimada em 189 habitantes.